# Synsepalum cerasiferum
Synsepalum cerasiferum är en tvåhjärtbladig växtart som först beskrevs av Friedrich Welwitsch, och fick sitt nu gällande namn av Terence Dale Pennington. Synsepalum cerasiferum ingår i släktet Synsepalum och familjen Sapotaceae. Inga underarter finns listade i Catalogue of Life.